# Jacob Berkeley-Agyepong
Jacob Kwame Berkeley-Agyepong (Croydon, 29 marzo 1997) è un calciatore grenadino con cittadinanza britannica, centrocampista del Wealdstone.

## Carriera

### Club
Dopo oltre un decennio nelle giovanili del Crystal Palace, ha giocato con più club nella quinta e nella sesta divisione inglese, a livello semiprofessionistico.

### Nazionale
In carriera ha giocato 16 partite in nazionale con Grenada, con cui ha esordito nel 2021 e con cui in questo stesso anno ha giocato nella CONCACAF Gold Cup.